# Couridjah
Couridjah – miasto w Australii, w stanie Nowa Południowa Walia.